# Bob Guccione
Robert Charles Joseph Edward Sabatini „Bob“ Guccione (* 17. Dezember 1930 in New York; † 20. Oktober 2010 in Plano, Texas) war ein US-amerikanischer Aktfotograf und Filmproduzent sowie Gründer und bis Ende 2003 Herausgeber des Männermagazins Penthouse.

## Leben
Bob Guccione wurde am 17. Dezember 1930 im New Yorker Stadtbezirk Brooklyn als Sohn von Anthony und Nina Guccione geboren, wuchs in Bergenfield (New Jersey) auf und besuchte in Blairstown die Privatschule Blair Academy.
1965 gründete Guccione in Großbritannien das Männermagazin Penthouse als Konkurrenz zu Hugh Hefners Playboy und führte es vier Jahre später in den USA ein. Seit 1980 erscheint, mit Unterbrechungen in den 2000ern, eine deutschsprachige Ausgabe.
In der Anfangszeit des Magazins fotografierte er die meisten Models aufgrund finanzieller Probleme selbst.
Im Jahr 1979 produzierte Guccione den Film Caligula, von dessen Schnitt er den Regisseur Tinto Brass ausschloss und pornografische Szenen hinzufügen ließ. Von Filmkritikern bekam der Film keine guten Bewertungen.
Auf dem Höhepunkt seines Erfolgs zählte Guccione zu den reichsten Menschen in den Vereinigten Staaten und war im Jahr 1982 in der ersten Ausgabe der Forbes-400-Rangliste – in der die reichsten Amerikaner verzeichnet sind –, mit einem damaligen Vermögen von etwa 400 Millionen US-Dollar vertreten.
Mit der Verlegerin Kathy Keeton war Guccione von 1988 bis zu ihrem Tode im Jahr 1997 verheiratet. Zu ihren Ehren gründete er eine Krebsforschungsstiftung. Zuvor war Guccione bereits zweimal verheiratet.
Sein 1956 geborener Sohn Bob Guccione junior war der erste Herausgeber der Musikzeitschrift Spin.
Neben ihm hat er noch vier weitere Kinder.
Guccione erlag am 20. Oktober 2010 in Plano (Texas) einem Krebsleiden.